# Lockheed P-38 Lightning
Lockheed P-38 Lightning (z ang. „błyskawica”) – amerykański samolot myśliwski dalekiego zasięgu z okresu II wojny światowej. Był to szybki, silnie uzbrojony samolot używany do wielu zadań w różnorodnych warunkach walki, pomimo pewnych wad konstrukcyjnych był to raczej lubiany i udany samolot. Samolot był zbudowany w układzie dwukadłubowym (tzw. latająca rama). Silniki zostały umieszczone w dwóch początkowych sekcjach kadłubów, pomiędzy którymi znajdowała się gondola z kabiną pilota wraz z systemem uzbrojenia.
Do „Błyskawicy” należy szereg rekordów i ciekawostek: był to pierwszy wojskowy samolot zaprojektowany w zakładach Lockheeda, który trafił do produkcji seryjnej, był to pierwszy dwusilnikowy myśliwiec w lotnictwie amerykańskim, pierwszy seryjnie produkowany samolot z silnikiem widlastym Allison V-1710, pierwszy myśliwiec amerykański z podwoziem z kołem przednim, pierwszy amerykański samolot, który przekroczył 400 mil na godzinę (640 km/h), pierwszy produkcyjny myśliwiec dwukadłubowy, pierwszy amerykański myśliwiec, który zestrzelił niemiecki samolot, był to najcięższy amerykański jednoosobowy myśliwiec w okresie II wojny światowej, jedyny samolot produkowany nieprzerwanie od wejścia Stanów Zjednoczonych do wojny aż do jej zakończenia, a wszystkie Lightningi zestrzeliły łącznie więcej japońskich samolotów niż jakikolwiek inny amerykański myśliwiec.

## Historia powstania
Samolot powstał w odpowiedzi na konkurs USAAC nr X-608 z 1937 na dwusilnikowy myśliwiec przechwytujący, do konkursu zostały zaproszone firmy Boeing, Consolidated, Curtiss, Douglas oraz Vultee. Przed nową konstrukcją postawiono następujące wymagania – prędkość maksymalna przynajmniej 360 mil na godzinę na wysokości 20 000 stóp i 290 mph przy powierzchni ziemi (odpowiednio 580 km/h na wysokości 6100 m i 466 km/h przy powierzchni ziemi), przy czym na pułapie 20 000 stóp miał być zdolny do lotu z prędkością maksymalną przez przynajmniej godzinę. Przy starcie miał być w stanie pokonać przeszkodę o wysokości 50 stóp 2200 stóp od stojącego startu (przeszkoda 15 m z odległości 670 m). W celu ułatwienia obsługi naziemnej samolot miał mieć podwozie z kołem przednim.

## XP-38 i YP-38
Jako jednostek napędowych użyto silników Allison V-1710 wyposażonych w sprężarki. Zespół projektowy kierowany przez Clarence’a Johnsona wykorzystał rzadko stosowany układ z silnikami na dwóch długich belkach kadłubowych, z kabiną pilota i uzbrojeniem w gondoli na centropłacie pośrodku między nimi. W późniejszych wersjach maszyny śmigła samolotu kręciły się w przeciwnych kierunkach, co eliminowało momenty reakcyjne i żyroskopowe od śmigieł. Zastosowano też nowatorski pomysł trzypunktowego wciąganego podwozia. Zwrotność miały zapewniać wysuwane podczas walki klapy Fowlera. Zamówiony w 1937 roku prototyp ukończono w grudniu 1938, a oblatano 27 stycznia 1939. Początkowe oznaczenie fabryczne „Model 22” zmieniono na XP-38. Niestety podczas próbnego przelotu z Kalifornii do Nowego Jorku prototyp został zniszczony, zanim przeprowadzono wszystkie próby. Pomimo tego dowództwo lotnictwa złożyło zamówienie na 13 przedprodukcyjnych YP-38. Pierwszy samolot tej serii ukończono dopiero we wrześniu 1940 r. a ostatni w czerwcu 1941. W YP-38 zastosowano silniki Allison V-1710-27 i V-1710-29 o mocy 1150 KM (858 kW) każdy. W dziobowej części samolotu planowano umieścić działko Oldsmobile kalibru 37 mm, 2 karabiny maszynowe 12,7 mm i 2 karabiny maszynowe 7,62 mm.

## Produkcja

### Lightning Mk I

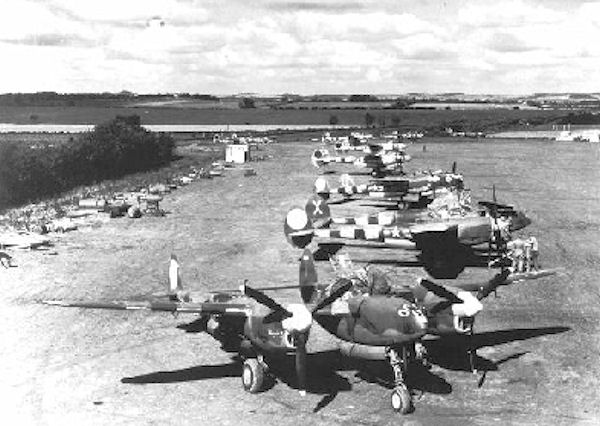
P-38 należące do 370 Grupy Myśliwskiej

W maju 1940 misje wojskowe Francji i Wielkiej Brytanii zamówiły odpowiednio 417 i 250 tych myśliwców, jednak w obawie przed dużymi opóźnieniami zarówno Francuzi, jak i Brytyjczycy postanowili, wbrew zaleceniom inżynierów Lockheeda, zamówić do swoich samolotów silniki bez sprężarek. W związku z klęską Francji w 1940 r. cały kontrakt przejęła Wielka Brytania. Po dostarczeniu pierwszych 3 egzemplarzy oznaczonych Lightning Mk I wobec niezadowalających osiągów realizację dalszej części zamówienia odwołano, a przeznaczone do Europy samoloty skierowano do jednostek szkolnych jako RP-322.

### P-38 i P-38D
W lipcu 1940 roku lotnictwo armii USA zamówiło 66 egzemplarzy samolotu, oznaczono je po prostu jako P-38. Pierwsze seryjne egzemplarze, miały napęd taki sam jak YP-38, ale były uzbrojone w 37 mm działko i 4 wielkokalibrowe karabiny maszynowe (12,7 mm) Browning. Dodano dla ochrony pilota kuloodporne oszklenie kokpitu i płyty stalowe oraz fluorescencyjne oświetlenie przyrządów w kabinie do lotów nocnych. Wstępna seria liczyła 30 maszyn, te samoloty nigdy nie były przeznaczone do walki, dzięki nim wykryto za to kilka wad myśliwca. Pozostałych 36 należało do wersji P-38D. Bazując na raportach z walk w Europie na wiosnę i w lecie 1941 roku, postanowiono wprowadzić w samolocie zmiany, które uczyniłyby go bardziej dostosowanym do walk powietrznych. Postanowiono oznaczyć tak zmodyfikowane maszyny jako P-38D, rezygnując z rozwijania wersji P-38B i P-38C. Nowa wersja, P-38D, w porównaniu do P-38, miała niskociśnieniową instalację tlenową, samouszczelniające zbiorniki paliwa, chowane światła do lądowania, na wiatrochronie zamontowano lusterko do obserwacji do tyłu, w aerodynamicznej osłonie. Zastosowano też zamiast działka Oldsmobile działko Madsen kal. 23 mm. Zmieniono też konstrukcję ogona i rozłożenie mas, co z kolei zmniejszyło tendencję do drgań i poprawiło własności samolotu. Pierwotnie planowano nazwać tę wersję i następne jako P-38 „Atlanta”, ale ostatecznie nadano im nazwę „Lightning”. Ta wersja również nie wzięła udziału w walkach, ponieważ uznano, że pomimo tych zmian nie nadaje się do walki. Zbudowano łącznie 66 egzemplarzy P-38. W 1942 roku oznaczenia wersji P-38 i P-38D zmieniono na RP-38 i RP-38D. Litera „R” oznaczała tu „restricted to non-combat role” i używano ich do szkolenia.

### P-38E

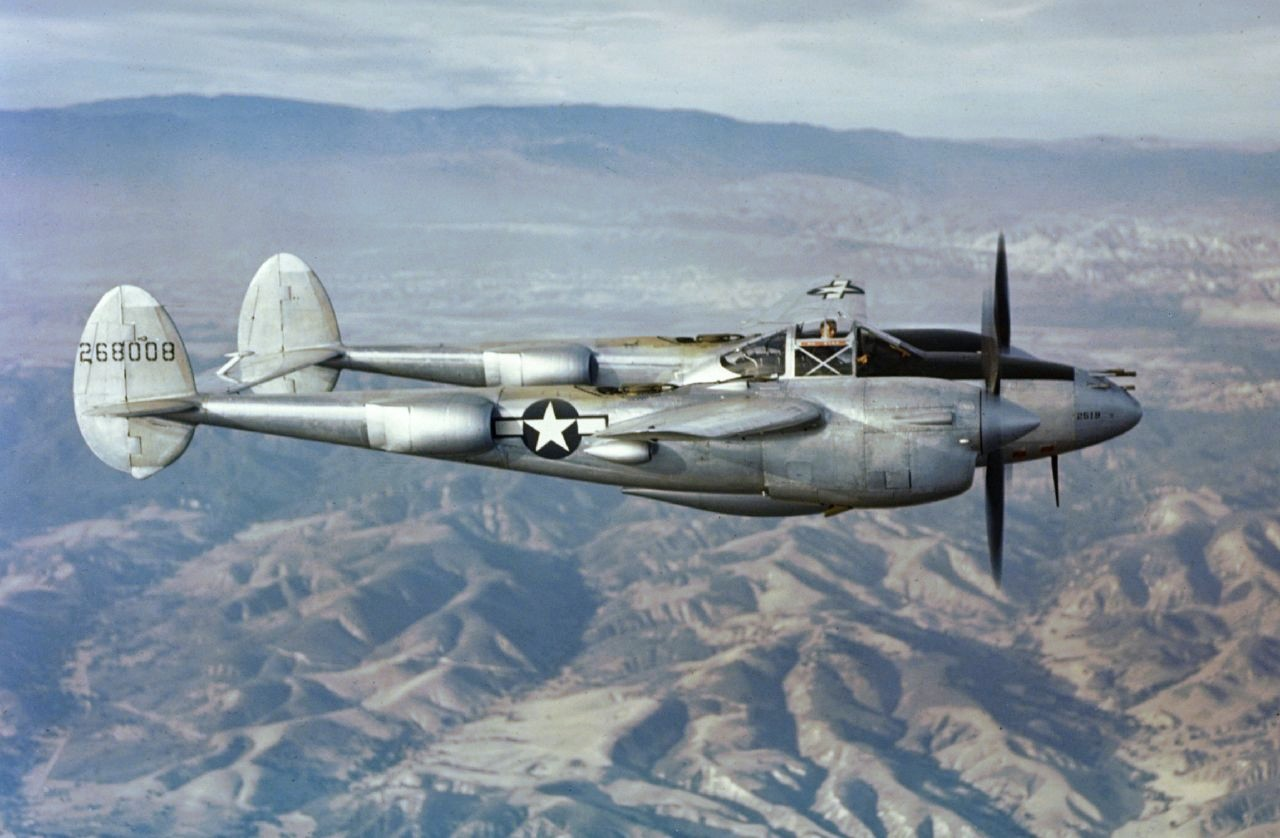
P-38J-10-LO lecący nad południową Kalifornią

Pierwsza wersja „bojowa” – P-38E powstała pod koniec 1941 roku. W wersji tej dokonano ponad 2000 zmian. Zastąpiono w niej stalowe śmigła Hamilton Standard duraluminiowymi Curtiss Electric. Uzbrojenie stanowiło działko Hispano 20 mm z zapasem 150 pocisków, zamiast 15 jak przy działku 30 mm i oczywiście 4 km Browning 12,7 mm. Zmiana uzbrojenia pociągnęła za sobą zmianę kształtu nosa. Wprowadzono również szereg innowacji w wyposażeniu samolotu, w tym przyrządów w kabinie pilota, instalacji hydraulicznej, elektrycznej, zainstalowano nowe radio SCR-274N. Wersja ta była napędzana silnikami Allison V-1710-27/29. Powstało 210 P-38E. Wersję tę uznano również za nie do końca gotową do udziału w walce, powodem tego były drgania usterzenia samolotu i z tego powodu wiele maszyn tej wersji przemianowano na RP-38E. Liczne egzemplarze tej wersji wykorzystano też do różnych testów, dzięki którym powstały potem wersje P-38F, J i K. Interesującą propozycją modyfikacji było powstanie na początku 1942 wobec szybkiej ekspansji Japonii na południowo-zachodnim Pacyfiku, wyposażenie P-38 w dwa pływaki pod kadłubem, które miałby być odrzucane tuż przed walką. Zachowane miało być normalne podwozie. Problem stanowił tutaj ogon, który aby nie dotykał wody, musiał zostać podniesiony do góry o 3 stopy (ok. 1 metr). Zbudowano i oblatano jeden egzemplarz tej wersji, ale bez pływaków. W końcu 1941 i w roku następnym przystosowano 99 P-38E do prowadzenia rozpoznania fotograficznego (maszyny te otrzymały oznaczenie F-4).

### P-38F
Następną wersją było 527 P-38F. Wersję tę uznano jako pierwszą w pełni gotową do lotów bojowych. Napęd stanowiły dwa silniki Allison V-1710-49/53 o mocy startowej 973 kW (1325 KM) każdy z turbosprężarkami. Uzbrojenie strzeleckie było takie samo jak w P-38E: 1 działko 20 mm i 4 km 12,7 mm. Przystosowano ją do przenoszenia pod centralnymi sekcjami skrzydeł na zamontowanych belkach dwa dodatkowe odrzucane zbiorniki paliwa o pojemności 284 lub 568 litra lub dwie 454 kg bomby. Powstało kilka odmian tej wersji. Pierwszą była P-38F, bez dodatkowego oznaczenia, której zbudowano 128 egzemplarzy. Następną P-38F-1, która w porównaniu z P-38F, miała wzmocnione belki pod skrzydłami, dzięki czemu zwiększono udźwig i teraz można było przenosić 1174-litrowe zbiorniki paliwa lub dwie bomby albo torpedy lub aparatury do stawiania zasłony dymnej. Zbudowano 149 sztuk tej odmiany. Kolejną była P-38F-5, w której dokonano wielu drobnych modyfikacji, m.in. zmodyfikowano światła do lądowania. Zbudowano 100 egzemplarzy. Odmiany P-38F-13 i P-38F-15 pochodziły z brytyjskiego zamówienia, dlatego P-38F-13 miała instrumenty pokładowe zgodne z brytyjskim zamówieniem. Na P-38F-15 wprowadzono klapy Fowlera, które mogły być wychylane pod kątem 8 stopni, dzięki czemu poprawiały zwrotność samolotu podczas szybkich manewrów. Powstała również dwumiejscowa odmiana P-38F-4 szkolno-treningowa.

### P-38G
1082 egzemplarzy wersji P-38G było podobne do wersji F, ale napędzane były silnikami Allison V-1710-51/55, zainstalowano na nich też radio SCR-274N i instalację tlenową A-9. Miały też nowe klapy Fowlera, całkowicie wysuwane poza krawędź spływu skrzydła. Powstało sześć odmian. Pierwsza P-38G-1 (80 egzemplarzy) była jak P-38F-15, ale ze zmianami jak wyżej. P-38G-3 (12 egzemplarzy) miało turbosprężarki B-13. Zbudowano 68 P-38G-5 o zmienionych instrumentach pokładowych w kabinie pilota. P-38G-10 (548 sztuk) mogła przenosić bomby o wadze 736 kg albo rakiety. Odmiany P-38G-13 i P-38G-15 pochodziły jeszcze z brytyjskiego zamówienia. P-38G-13 była identyczna z P-38G-3, a P-38G-15 z P-38G-5.

### P-38H

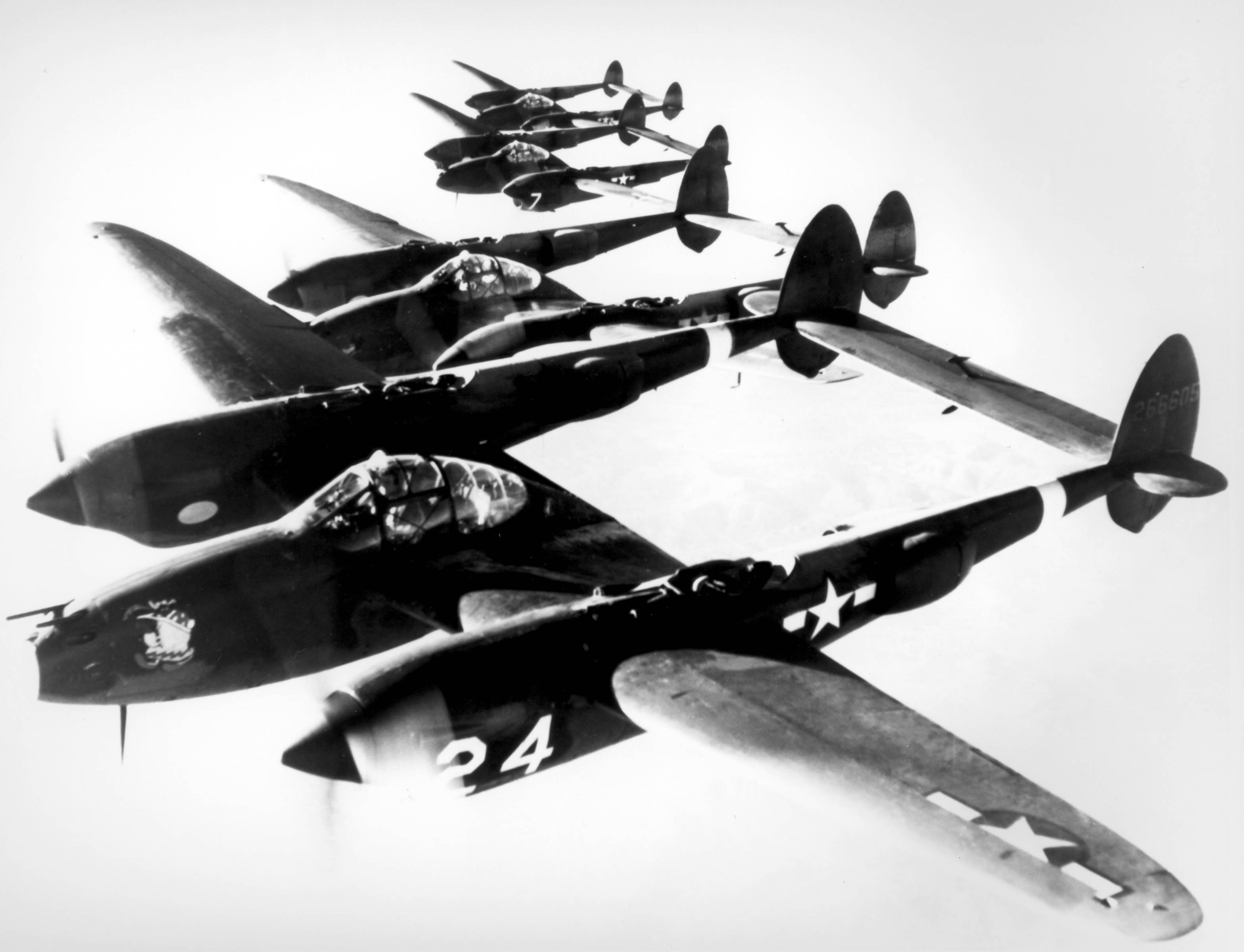
Cztery samoloty P-38 lecące w formacji

601 egzemplarzy wersji P-38H było napędzane silnikami Allison V-1710-89/91 o mocy startowej 1425 KM każdy. Wyposażono ją też w automatyczny system sterowania zasłonkami chłodnicy oleju, aby rozwiązać chroniczny problem z ich przegrzewaniem się i co też pozwoliło zwiększyć dopuszczalną moc silnika na większych wysokościach (z 1150 KM do 1240 KM na 7600 m). Zastosowano też w tej wersji nowe ulepszone działko M-2C, zamiast M-1, o tym samym kalibrze 20 mm, a udźwig bomb na każdym zaczepie pod skrzydłem zwiększono do 736 kg. Poza tym wersja ta była identyczna z P-38G-10. Zbudowano 226 sztuk odmiany P-38H-1. W odmianie P-38H-5 (375 sztuk) zastosowano nowe turbosprężarki B-33, co poprawiło osiągi na dużych wysokościach.

### P-38J
Wersję P-38J zaczęto wprowadzać w sierpniu 1943 r. W wersji tej przekonstruowano i powiększono wloty powietrza, co pozwala ją łatwo odróżnić od wcześniejszych wersji („brody” pod silnikami). Dotychczasowy układ chłodzenia, złożony z chłodnic umieszczonych w skrzydłach i skomplikowanego układu rur powodował, że silniki, kiedy osiągały moc ponad 1000 KM, przegrzewały się. Piloci nie mogli więc podczas lotów bojowych korzystać z pełnej mocy silnika, co ograniczało osiągi samolotu. Powiększono też zbiorniki paliwa, wykorzystując wolne miejsce wewnątrz skrzydeł. Wprowadzono też kilka zmian w aerodynamice, likwidując problem blokowania sterów podczas nurkowania w dużej prędkości. Pilotując tę wersję, pilot mógł w razie niebezpieczeństwa zwiększyć na krótko moc silnika do 1600 KM. Pierwszą odmianą była P-38J-1, zbudowana w liczbie 10 sztuk. W następnej P-38J-5 w zwolnione w skrzydłach miejsca po chłodnicach zamontowano dodatkowe zbiorniki paliwa. Zbudowano 210 sztuk. Odmiana P-38J-10 (790 sztuk) miała płaski wiatrochron ze zintegrowaną szybą kuloodporną. W P-38J-15 (1400 sztuk) zmodyfikowano system elektryczny i opancerzenie kabiny pilota. W P-38J-20 (350 sztuk) poprawiono system sterowania turbosprężarką. W odmianie P-38J-25 (210 sztuk) dokonano zmian w aerodynamice samolotu, m.in. sterowanie lotkami było hydrauliczne, dodano małe klapki pod skrzydłami sterowane elektrycznie, które pomagały wyjść z nurkowania. Zmiany te ogólnie poprawiły zwrotność maszyny.

### P-38K
Zbudowano tylko jeden prototyp tej wersji, powstały z przebudowania jednej maszyny P-38E. Miała być napędzana silnikami Allison V-1710-75/77 o mocy 1445 KM oraz śmigłami Hamilton Standard o szerszych łopatach i o większej średnicy, 3,81 m. Napęd ten miał poprawić osiągi maszyny na dużych wysokościach. Miała ona tylko nieznacznie lepsze osiągi od wersji P-38J, a ponieważ dostawy tych silników nie były pewne, nie podjęto ostatecznie produkcji seryjnej tej wersji.

### P-38L
Ostatnią wersją były 3923 egzemplarze P-38L (z czego 113 wyprodukowano w fabryce Consolidated-Vultee w Nashville pod oznaczeniem P-38L-VN). P-38L były przystosowane do przenoszenia początkowo 7, a później 10 rakiet 127 mm pod każdym skrzydłem. Początkowo podczepiano je bezpośrednio pod skrzydłami na szynach, ale ponieważ ogień z ich silników niszczył pokrycie skrzydła, potem zastosowano specjalne podwieszenie w kształcie odwróconej choinki. Dokonano też zmian w wyposażeniu kabiny pilota – m.in. nowe radio SCR-522. Wersja ta była napędzana silnikami Allison V-1710-111/113 o mocy startowej 1495 KM i maksymalnej bojowej 1622 KM. Miała nową turbosprężarkę, nowy system paliwowy i nowe pompy paliwa do silników. Pilot miał w też więcej możliwości ustawienia ręcznego mocy silników, jak też mogło się to odbywać automatycznie. Zmieniono reflektor do lądowania na stały zamontowany w krawędzi skrzydła, zamiast dotychczasowego chowanego. Zbudowano 1290 sztuki odmiany P-38L-1, które były takie same jak P-38J-25, oprócz silników. W P-38L-5 (2520 sztuk) dokonano zmian w systemie paliwowym i podwieszeniach rakiet. Wzmocniono też zaczepy, także teraz można było podwieszać dwie bomby po 907 kg lub zbiorniki po 1364 litry każdy. Zamontowano też radar AN/APS-13 ostrzegający sygnałem dźwiękowym i optycznym o ataku z tylnej półsfery samolotu.

### P-38M

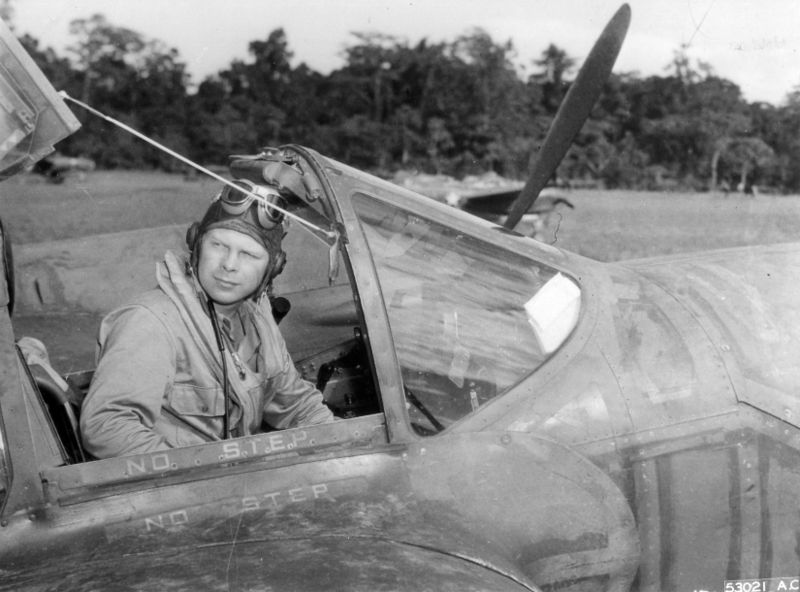
Major Richard Bong w swoim P-38

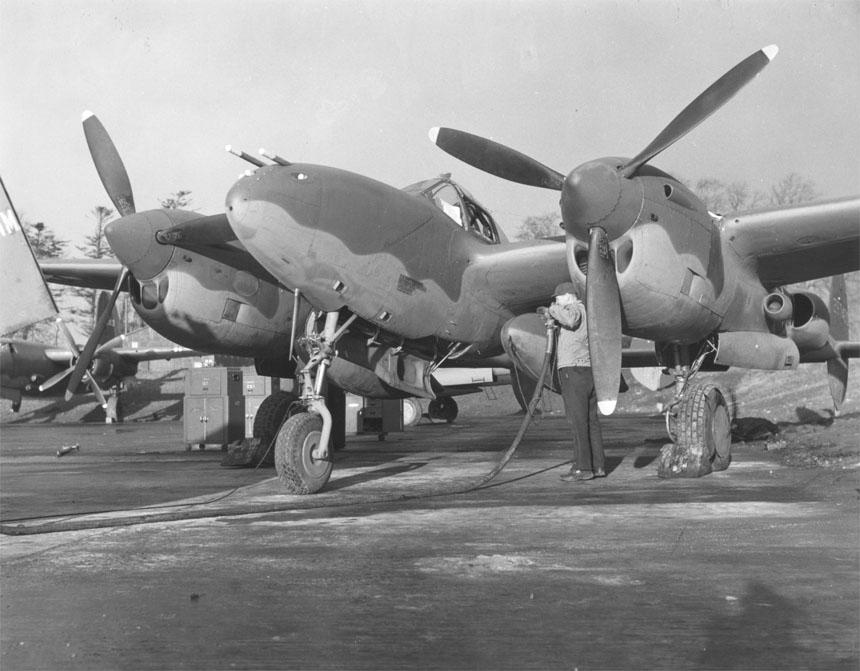
P-38 na lotnisku

80 egzemplarzy wersji P-38L-5, pod koniec 1944 roku przebudowano do wersji P-38M-5 „Night Lightning” (myśliwiec nocny), montując pod dziobem radar AN/APS-6, przemalowując samolot na czarno oraz montując tłumiki płomienia na lufach karabinów i działka. Za kabiną pilota dodano kabinę dla operatora radaru. Wersji tej nie zdążono już użyć bojowo.

### „Pathfinder”
Ładunek bomb, jakie mogły przenosić ostatnie wersje P-38 (do 1814 kg) i ich zasięg był prawie taki sam jak bombowców Boeing B-17. Stąd zrodził się pomysł wykorzystanie ich w roli bombowców, dzięki czemu w porównaniu z B-17 widziano zysk w postaci: większej prędkości maszyny, mniejszego zużycia paliwa i mniej liczebnej załogi samolotu. Stąd pomysł zbudowania wersji P-38, która prowadziłaby taką formację P-38 i naprowadzała na cel, a zrzut bomb całej formacji miał się odbywać na znak od bombardiera umieszczonego w takim samolocie. Przebudowano więc jeden egzemplarz P-38H poprzez umieszczenie w nosie centralnego kadłuba miejsce dla bombardiera, który obsługiwał celownik bombardierski Norden. Maszyny te były pozbawione uzbrojenie strzeleckiego, ale nadal mogły przenosić bomby. Po pozytywnych próbach tej maszyny, przebudowano do tej wersji 23 P-38J. Nie nadano im osobnego oznaczenia, ale nazywano je Droop Snoot. Wyprodukowano ponadto jeszcze 100 zestawów do przeróbki samolotów w jednostkach bojowych. Samolotów tych używano w Europie. Rezultaty użycia takich formacji były dobre, ale sprawdzało się to tylko podczas dobrej, bezchmurnej pogody. Aby umożliwić wykorzystanie takich formacji podczas złej pogody, postanowiono zabudować radar. Tak powstały samoloty, również bez osobnego oznaczenia, ale nazywane Mickey. Powstały one z przebudowy wersji P-38L. W nosie maszyny zabudowano radar AN/APS-15 do wykrywania celów na powierzchni ziemi podczas złej pogody, ale radar miał obsługiwać sam pilot, co sprawiało wiele problemów. W praktyce wykrywanie celów ograniczało się w ich przypadku do rzek, jezior itp. Samoloty te były ponadto mało zwrotne.

### Wersje rozpoznawcze

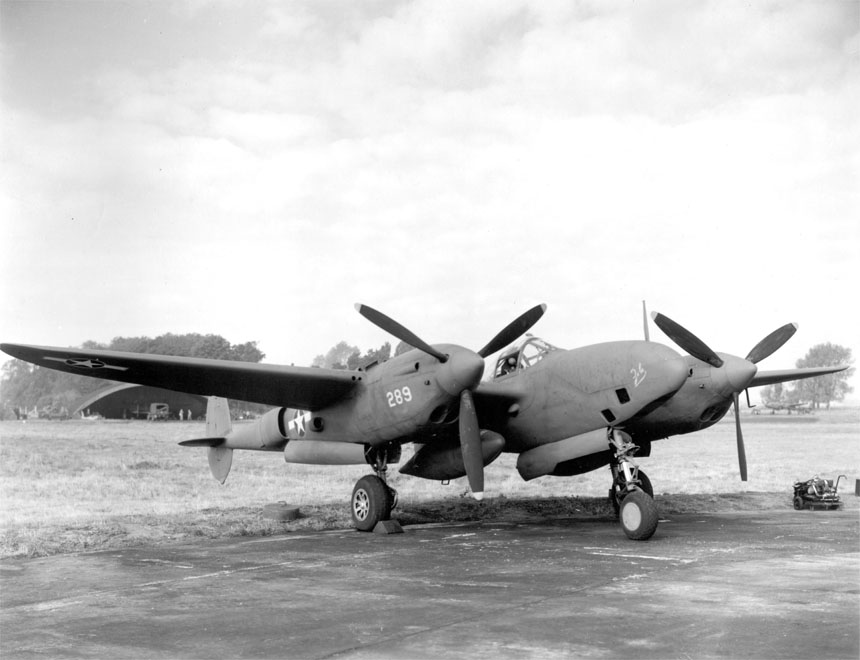
Lockheed F-5A Lightning

Część samolotów pozbawiono uzbrojenia zastępując je sprzętem fotograficznym i skierowano do rozpoznania jako F-4 i F-5. W sumie wybudowano od zera lub przebudowano do wersji rozpoznawczej ponad 1400 samolotów P-38.
Wersja F-4 (99 sztuk), to przebudowany płatowiec wersji P-38E, w którego nosie usunięto uzbrojenie i umieszczono zestaw 4 kamer. W części maszyn pozostawiono 2 km. Napędzane były silnikami V-1710-21/29 i przystosowano je do przenoszenia pod skrzydłami dwóch dodatkowych zbiorników paliwa. Część maszyn wyposażono w automatycznego pilota i specjalne celowniki, oznaczono je jako F-4-ZRF-4. Wiele z nich potem przeznaczono do szkolenia i oznaczono RF-4.
F-5A bazowała na wersji P-38G. Odmiany F-5A-1 (20 sztuk), F-5A-3 (20 sztuk) i 140 F-5A-10, miały te same modyfikację, co odmiany G o tej samej numeracji i były produkowane równolegle. Zbudowano jeden egzemplarz F-5A-2, ale powstał on w oparciu o płatowiec wersji P-38E z silnikami V-1719-21/29.
Wersja F-5B-1 powstała z wersji P-38H-1 i P-38J-10. Wyposażone były w różne zestawy kamer, najczęściej 6 kamer K-17. Montowano na nich jako pierwszej wersji automatycznego pilota Sperry. Cztery maszyny tej wersji przekazano marynarce wojennej i oznaczono je jako XFO-1, a potem FO-1.
F-5C-1 identyczne z F-5B-1, ale z ulepszonym zestawem kamer, powstałe z przebudowy P-38J-5. W sumie powstało ich 128 sztuk.
Jeden F-5A-10 przebudowano na XF-5D. Był to dwumiejscowy samolot rozpoznawczy. Drugi członek załogi znajdował się w oszklonym nosie w pozycji leżącej i jego zadaniem było prowadzenie obserwacji. W nosie zainstalowano też 2 km 12,7 mm. Kamery umieszczono w pod spodem kadłuba i w ogonach maszyny. Samolot ten nazywano Bobbie 1.
F-5E-2, identyczne jak F-5C-1, ale powstałe z przebudowania P-38J-15. Zbudowano 705 egzemplarzy. Jeden F-5B przerobiono na F-5E. F-5E-3 pochodziły z przeróbki 105 egzemplarzy P-38J-25. F5-E-4 powstały z przeróbki 508 P-38L-1. Miały 4 kamery.
F-5F-3 pochodziły od P-38L-5. Miały dwa skośne i wypukłe okna na dole kadłuba. Wyposażone były w 5 kamer.
F-5G-6 miały wydłużony nos, w którym zamontowano 4 kamery i dodatkową na samym przodzie. Niektóre maszyny miały cały nos oszklony. Przebudowano do tej wersji 63 maszyny P-38L-5.

## Użycie bojowe
Pierwsze zwycięstwo odniesione przez pilotów P-38E miało miejsce 4 sierpnia 1942 w pobliżu Aleutów, a zestrzelono parę japońskich łodzi latających Kawanishi H6K. P-38 operowały w tym rejonie od czerwca 1942 roku, jednak pierwszymi Lightningami biorącymi udział w lotach bojowych były rozpoznawcze F-4 działające z Australii i Nowej Gwinei.
Pierwszym samolotem zestrzelonym przez P-38 w Europie był zaś niemiecki Focke-Wulf Fw 200 Condor lecący nad Atlantykiem 15 sierpnia 1942. Zwycięski samolot należał do 50 Dywizjonu Myśliwskiego stacjonującego na Islandii. Pod koniec 1942 roku, P-38 działały z Północnej Afryki, skutecznie utrudniając Niemcom lotniczy transport zaopatrzenia dla wojska stacjonującego w rejonie Morza Śródziemnego. Piloci Luftwaffe niedługo po pierwszych spotkaniach z P-38 poznali jego główne wady – z powodu dużego obciążenia powierzchni nośnej (260,508 kg/m²) i dużej rozpiętości miały nieco mniejszą zwrotność od samolotów jednosilnikowych oraz spadek osiągów na dużych wysokościach, jednak kolejne wersje P-38 miały coraz mocniejsze silniki, a duża prędkość wznoszenia pozwalała pilotom Lightningów na ucieczkę przed niebezpieczeństwem. Dzięki umieszczonemu w jednym punkcie silnemu uzbrojeniu atak czołowy na P-38 wiązał się z wielkim ryzykiem.
Późniejsze wersje – P-38J i P-38L wysyłano w 1943 jako eskortę na dalekie wyprawy bombowe w Europie, jednak loty na dużych wysokościach były bardzo męczące dla pilotów, ze względu na brak silnika, który ogrzewałby kabinę pilota, samolot ten pilotowało się też trudniej od jednosilnikowych. W Europie latało wiele przedstawicieli wersji rozpoznawczych F-4 oraz F-5. Miały one słabsze wersje silnikowe i śmigła o tym samym kierunku obrotów. Pilotując F-5 poległ w okolicach Marsylii znany pisarz i lotnik francuski, Antoine de Saint-Exupéry.
W Azji Lightningi odegrały o wiele większą rolę niż w Europie. Działały praktycznie w każdej części Pacyfiku oraz w Chinach i Birmie. Duże znaczenie tutaj miał duży zasięg P-38, który pozwalał na osłonę dużych terytoriów, na których często nie można było budować odpowiednio gęstej sieci lotnisk. Skoncentrowany ogień z działka i karabinów maszynowych był dużo bardziej zabójczy dla lekkich myśliwców japońskich (brak opancerzenia kabiny pilota czy samouszczelniających zbiorników z paliwem) niż dla opancerzonych maszyn niemieckich. Jako fabryczny pilot Lockheeda, osiągając niejako „przy okazji” kilka zestrzeleń, latał w Azji Charles Lindbergh, słynny lotnik amerykański. Na P-38 latali również Richard Bong i Tom McGuire, amerykańscy piloci o największej liczbie zwycięstw powietrznych podczas II wojny światowej (odpowiednio 40 i 38 zestrzeleń), odznaczeni amerykańskim Medal of Honor.
14 kwietnia 1943 roku (Operacja Vengeance) wiceadmirał Marc Mitscher, dowódca lotnictwa na Wyspach Salomona, otrzymał pilną depeszę od admirała Williama Halseya, dowódcy sił amerykańskich na południowym Pacyfiku. Informował on podwładnego, że admirał Yamamoto, naczelny dowódca japońskiej marynarki wojennej, prawdopodobnie udaje się na wyspę Bougainville i jednocześnie pytał, czy istnieje szansa przechwycenia i zestrzelenia samolotu z nieprzyjacielskim dowódcą. Wiceadmirał Mitscher był doświadczonym oficerem, który znał wszystkie taktyczno-techniczne możliwości podległych mu dywizjonów. Od razu ocenił, że do tej akcji najlepiej nadają się dwusilnikowe P-38 Lightningi, które trzeba będzie wyposażyć w dodatkowe powiększone zbiorniki paliwa.
Następnego dnia wiceadmirał Mitscher otrzymał szczegółowe informacje dotyczące podróży inspekcyjnej admirała Yamamoto, które kończył rozkaz: „Za wszelką cenę przechwycić i zniszczyć samolot Yamamoto. Prezydent przywiązuje do operacji wyjątkowo wielkie znaczenie. Podpisano Frank Knox – sekretarz marynarki”. Na dowódcę akcji wiceadmirał wybrał jednego ze swoich asów – majora Johna W. Mitchella z 339 Eskadry Myśliwskiej, który miał przygotować szczegółowy plan akcji i dobrać sobie ludzi. W sztabie wiceadmirała Mitschera ustalono ponadto, że major Mitchell, odpowiedzialny za całość operacji, będzie dowodził 12 samolotami osłony, a bezpośredniego ataku dokona grupa uderzeniowa sześciu maszyn pod dowództwem kapitana Thomasa G. Lanphiera. Wszyscy mieli lecieć na P-38 Lightningach, którego zasięg i uzbrojenie dawało szansę na powodzenie akcji i wyjście cało ze starcia z niebezpiecznymi myśliwcami Zero, stanowiącymi osłonę samolotu admirała Yamamoto.
W czasie narad pilotów uczestniczący w nich oficer wywiadu podkreślał, że depeszę o przelocie Yamamoto dostarczyła Amerykanom… australijska grupa wywiadowcza operująca na Nowej Brytanii. Ta dezinformacja miała na celu zachowanie w tajemnicy tego, że Amerykanie złamali japońskie kody szyfrowe i czytają ich depesze, na wypadek, gdyby któryś z pilotów został zestrzelony i dostał się do niewoli.
Major Mitchell wraz ze swymi ludźmi ustalił, że najlepiej będzie przechwycić samolot admirała Yamamoto u wybrzeży wyspy Bougainville’a, czyli w połowie drogi między amerykańską bazą na Kaktusie, jak nazywano Guadalcanal, a potężną bazą japońską w Rabaulu.
O godzinie 8.00 (6.00 czasu japońskiego) z lotniska w Rabaulu wystartowały dwa bombowce Mitsubishi G4M1 (zwane przez Amerykanów „Betty”), pilotowane przez doświadczonych lotników z 705 Dywizjonu, w asyście sześciu myśliwców Mitsubishi A6M3 Zeke (Zero) z 309 Dywizjonu. Cała grupa obrała kurs na Bougainville. W pierwszym bombowcu leciał admirał Yamamoto wraz z szefem swego gabinetu admirałem Takadą, komandorem Ishizakim i oficerem łącznikowym lotnictwa morskiego, komandorem Toibaną. Pasażerami drugiego (który okazał się zaskoczeniem dla amerykańskich pilotów, ponieważ nie było o nim słowa w rozszyfrowanej depeszy) byli: szef sztabu marynarki admirał Matome Ugaki, szef służby finansowej marynarki admirał Kitamura, komandor Imanaka z szefostwa łączności, komandor Muroi ze sztabu lotnictwa i porucznik Uno ze służby meteorologicznej marynarki.
Wybiła 7.20, gdy z bazy Henderson na Guadalcanal wzbiło się w niebo 17 samolotów P-38, które obrały kurs na Bougainville (jedna z maszyn przy starcie złapała gumę i została na lotnisku). Już w powietrzu kolejny pilot zgłosił awarię i musiał zawrócił do bazy. Około 9.30 jako pierwszy dwa nieprzyjacielskie bombowce zauważył porucznik Doug Canning. Amerykanie, którzy dotychczas lecieli na minimalnej wysokości, by trudno było ich wykryć, zajęli ustalone pozycje: 12 maszyn osłony zaczęło ostre wznoszenie, aby wyjść na ustalony ochronny pułap, a grupa uderzeniowa w składzie: kapitan Thomas G. Lanphier, porucznik Rex T. Barber, porucznik Besby F. Holmes i porucznik Raymond K. Hines, uformowała się do ataku. Samolot porucznika Holmesa miał problem z odrzuceniem dodatkowych zbiorników paliwa, więc musiał zostać z tyłu wraz z osłaniającą go maszyną Hinesa, a Lanphier i Barber ruszyli na Japończyków sami.
Kapitan Lanphier jako pierwszy wziął na celownik japoński bombowiec, ale został zaatakowany przez jeden z myśliwców osłony (po krótkiej walce go zestrzelił). Barber zauważył, że jego dowódca walczy z pilotem Zera, a jednocześnie dostrzegł lecącą nad dżunglą „Betty”. Trafił bombowiec serią ze swej broni pokładowej i szybko zrobił zwrot przed atakującą go eskortą. Kapitan Lanphier po zestrzeleniu Zera ponownie ruszył na bombowiec, nie zważając na zbliżające się do niego kolejne dwa Zera. Serią z działek maszynowych zapalił mu prawy silnik i kiedy uciekał przed pociskami eskorty, zdołał jeszcze zobaczyć, jak „Betty” wybucha i rozbija się w dżungli. Po tym kapitan Lanphier na pełnych obrotach swych silników oderwał się od ścigających go Japończyków i rozpoczął powrót do bazy.

## Cechy lotno-pilotażowe
W przypadku każdego samolotu istotnym elementem jest zespół napędowy. Jednakże w przypadku P-38 było to szczególnie zauważalne. Maszyny z silnikami bezsprężarkowymi i tym samym kierunkiem obrotów śmigieł słabo sprawdzały się podczas walki kołowej, szybko traciły energię, a tym samym i inicjatywę w walce. Dobrze sprawdzały się jedynie w roli maszyn rozpoznawczych.
Wersje z silnikami sprężarkowymi i śmigłami przeciwbieżnymi miały zdecydowanie lepsze właściwości manewrowe i wartość bojową.
Problemem (jak i np. w brytyjskim Bristol Beaufighter) była niedostateczna stateczność kierunkowa. Poważny problem występował podczas awarii jednego z silników podczas startu (zbyt wolna redukcja mocy na sprawnym silniku często doprowadzała do katastrofy). Do największych, z mozołem likwidowanych problemów, można zaliczyć blokowanie sterów przy nurkowaniu z dużymi prędkościami oraz drgania części ogonowej z powodu dość wiotkiej konstrukcji belek kadłubowych. Do ujemnych cech należałoby zaliczyć też wrażliwe na uszkodzenia elementy układu chłodzenia silników, w razie przestrzelenia i utraty glikolu dochodziło po jakimś czasie do zatarcia się silnika. Jeśli w takiej sytuacji pilot (paradoksalnie) nie zmniejszył mocy jedynego pracującego silnika – asymetria ciągu przy niewystarczającej stateczności kierunkowej doprowadzała do przewrócenia się maszyny na plecy i wejścia w korkociąg. Przy pełnych dodatkowych zbiornikach z paliwem dochodziło do uszkodzeń przeciążonych opon podwozia.
Nie miał on samych wad. Posiadał głównie zalety. Silniki bez sprężarek zamontowane były tylko na dwóch egzemplarzach wysłanych do testów do Wlk. Brytanii i na serii nieodebranych przez RAF maszyn używanych jako maszyny szkolne. P-38 był bardzo statecznym myśliwcem i dobrą platformą dla centralnie umieszczonego uzbrojenia. Jego stateczność mogła być wadą, ponieważ przy dużych prędkościach „twardniały lotki” i wejście w beczkę wymagało sporej siły (w 1944 rozwiązano to przez zainstalowanie wspomagania hydraulicznego lotek). P-38 był samolotem asów: dwóch pierwszych pilotów myśliwskich USA (40 i 38 zestrzeleń) i wielu innych latało tym samolotem, opracowując specjalne techniki walki jak odmienne ustawienia obrotów na każdym silniku przy wejściu w beczkę. Chociaż miał poprawne własności pilotażowe, nie był samolotem łatwym w pilotażu, natomiast był dość skomplikowany w obsłudze, co mogło stwarzać problemy dla niedostatecznie doświadczonych pilotów. Podkreślano, że szczególnie skomplikowane były czynności wymagane do przejścia do walki z lotu w reżimie ekonomiczny z podwieszanymi zbiornikami, co mogło prowadzić do łatwej utraty samolotu w razie zaskoczenia. Miał też dosyć niską krytyczną liczbę Macha (0,67), co objawiało się to „wariowaniem” wolantu i „ciężkim nosem” podczas nurkowania z dużych wysokości, podczas którego dochodziło do tzw. „przeciągnięcia uderzeniowego”. Było to spowodowane grubym profilem skrzydła, co z drugiej strony pozwalało na osiąganie sporych kątów natarcia. Dzięki temu (i klapom manewrowym jako standard) osiągał mały promień skrętu, wchodząc na ogon w walce kołowej niemieckim myśliwcom. Miał też bardzo dobre wznoszenie, jako że był projektowany jako myśliwiec przechwytujący. Maszyny używane w ósmej armii lotniczej były początkowo bardzo awaryjne (statystycznie każdy Lightning w 8AF miał wymieniany silnik). Dość często zdarzało się, że piloci musieli wracać do Anglii nawet znad Berlina na jednym silniku. W wersji J zastosowano powiększone chłodnice powietrza doładowującego, co zmniejszyło awaryjność jednostek napędowych, a od wersji J-25 jako standard montowano hydrauliczne wspomaganie lotek i specjalne klapy-hamulce do nurkowania wysuwane elektrycznie. P-38 nie miał wiotkiej konstrukcji – mógł wytrzymać 7,5g przez dłuższy czas (tu ograniczeniem był pilot). Samolot ten był dosyć odporny na ogień ze względu na swoją wytrzymałą konstrukcję i 2 silniki, które były jednak chłodzone cieczą i jak w każdym myśliwcu II wojny światowej napędzanym silnikiem widlastym ich chłodnice były wrażliwe na ostrzał. P-38 był potężnie uzbrojony, oprócz umieszczonych w nosie 4 nkm 12,7mm z zapasem amunicji 450 naboi każdy i działka 20 mm z zapasem 150 naboi mógł przenosić ok. 2 ton bomb, a od wersji L także rakiety niekierowane na prowadnicach zerowych pod skrzydłami. Posiadał (odmiennie od przeważającej większości myśliwców tamtego czasu) trójkołowe podwozie z kołem przednim jak w nowoczesnych samolotach.